# Flyinge
Flyinge er en bebyggelse i Eslövs kommun i Skåne län i Sverige.
I 2005 havde bebyggelsen 979 indbyggere.
Flyinge er kendt for stutteriet på herregården Flyinge kungsgård. I centrum, ved Röllebacken, findes det en runesten, Östra Gårdstångastenen. 
55°45′11.527″N 13°21′49.817″Ø / 55.75320194°N 13.36383806°Ø